# Сервеєр-6
«Сервеєр-6» (англ. Surveyor 6 — геодезист) — шостий американський апарат, запущений для здійснення м'якої посадки на небесне тіло, а саме на Місяць у рамках місячної програми «Сервеєр» із запуску безпілотних апаратів з метою вивчення Місяця з його поверхні.
Четвертий апарат з серії Сервеєр, що успішно здійснив м'яку посадку на Місяць, у Затоці Центральній (лат. Sinus Medii). На Землю було передано 30 027 зображень.

## Політ
7 листопада 1967 року о 07:39 UTC ракетою-носієм Атлас-Центавр-Д з космодрому на мисі Канаверал було запущено «Сервеєр-6».
10 листопада 1967 року апарат приземлився в Затоці Центральній 0°29′ пн. ш. 1°24′ зх. д. / 0.49° пн. ш. 1.40° зх. д. у центрі видимої півкулі Місяця.
24 листопада 1967 року апарат вимкнувся під час двотижневої місячної ночі. Контакт відновився 14 грудня 1967 року, але не було отримано жодних корисних даних.
Місячні дослідження ґрунту були завершені за допомогою фотозображень і вловлювання розсіяних альфа-частинок.
17 листопада о 10:32 UTC, у додатковому тесті космічної техніки, двигуни Сервеєра-6 увімкнулись на 2,5 секунди, що створило 700 Н тяги і підняло апарат на 4 м від поверхні Місяця. Після переміщення на захід на 2,5 м Сервеєр м'яко приземлився і продовжував функціонування за програмою.
Космічний апарат виконав усі заплановані цілі. Успішне завершення цієї місії створило сприятливі умови для реалізації програми Аполлон.

## Конструкція

### Рама
Рама апарата мала базову трикутну форму з алюмінієвих труб, що спрощувало монтування науково-технічного обладнання. У кутах рами кріпились три відкидні посадкові ноги з амортизаторами і опорами. Під час запуску опори перебували складеними під обтічником. Опори і амортизаційні блоки, укріплені на кожній нозі, складались з алюмінієвих чарунок, за рахунок деформації яких поглиналася енергія посадкового удару. Опори розкладалися на 4,3 м від центру апарата. Апарат був висотою приблизно 3 м.

### Живлення
На вершині вертикальної щоглі висотою понад один метр, розташованої в центрі трикутника, були сонячні батареї площею 0,855 м² з 792 фотоелементів, що створювали потужність до 85 Вт, додатково використовувались срібно-цинкові батареї.

### Зв'язок
До центру щогли кріпилась рухома плоска антена з високим коефіцієнтом підсилення, що передавала телевізійні зображення. Дві неспрямовані антени на кінцях розкладних щогл використовувались для передачі і прийому команд. Апарат мав два передавача і два приймача.

### Теплозахист
Теплозахист забезпечувався поєднанням білої фарби і оздобленням з високим коефіцієнтом тепловиділення, нанесеними на поліровану алюмінієву основу.

### Відсіки апаратури
На рамі у двох відсіках з контрольованою температурою розміщувалась електронна апаратура. Відсіки були вкриті потужною теплоізоляцією, крізь яку проходили теплові канали, також у відсіках були терморегулювачі і маленькі електричні нагрівачі. В одному відсіку, у якому підтримувалася температура від 5 до 50 °C, розміщувалось обладнання для зв'язку і контролю електропостачання. В іншому, у якому підтримувалася температура від −20 до 50 °C, розміщувалось обладнання для обробки сигналів.

### Інженерне обладнання
Телевізійна камера була змонтована близько біля вершини триніжка. У структуру були вставлені тензодатчики, температурні сенсори та інше інженерне обладнання.
Один фотометричний приціл було змонтовано біля кінця посадкової опори. одна коротка стріла розкладалася з центру структури.
Сонячний сенсор, датчик Канопуса і швидкі гіроскопі, що оберталися у кардановій підвісці, допомагали визначити орієнтацію апарата.

### Рух і орієнтація
Рух і орієнтація здійснювались за допомогою холодного азоту під час фази польоту. Твердопаливний двигун у формі сталевої кулі, змонтований у центрі апарата, використовувався при посадці. Три малі ракетні двигуни з керованою тягою використовувались під час корекції орбіти і посадки. Двигуни працювали на гідраті монометилгідразину (пальне) і суміші MON-10 (90 % диоксиду динітрогену (N2O2) і 10 % монооксиду азоту (NO)). Кожна камера згоряння мала тягу 130—460 Н, один двигун повертався для контролю крену. Паливо зберігалося у сферичних баках, прикріплених до рами апарата.

### Схема посадки
Висотомір вмикав головний ракетний двигун для початкового гальмування. Після закінчення роботи твердопаливного двигуна відокремлювались висотомір і двигун. Після цього вмикались доплерівський і висотомірний радари, що забезпечували інформацію для роботи автопілота, який контролював систему малих двигунів до посадки.

## Обладнання
Метою польоту було отримати телевізійні зображення місячної поверхні з місця посадки, провести експеримент з ерозії ракетних двигунів, визначити відносний вміст хімічних елементів в місячному ґрунті, отримати дані динаміки приземлення, і отримати дані тепловізійного і радіолокаційного відображення. Апарат мав інструменти подібні до «Сервеєра-5». Інструмент для розсіювання альфа-частинок був встановлений замість ґрунтозбірника, невеликий магніт був прикріплений до однієї опори, щоб виявити присутність магнітного матеріалу в місячному ґрунті.

### Телекамера
На Сервеєрі-6 була встановлена телевізійна система і близько 100 датчиків для вимірювання температур, напруг, положення рухливих елементів апарата, а також акселерометри. Телевізійна система могла працювати у двох режимах: з розкладанням зображення на 200 або на 600 рядків. Роздільна здатність її була 0,5 мм на відстані 1,6 м від камери. У складі апарата були сонячний датчик і датчик опорної зірки Канопус, а також кілька радіолокаторів для визначення швидкості спуску і відстані до місячної поверхні. Радіовисотомір давав сигнал на вимикання гальмівного двигуна. Інший висотомір за допомогою бортової обчислювальної машини керував двигунами малої тяги.
Телевізійна камера складалася з трубки відикона, двох лінз із фокусною відстанню 25 і 100 мм, затворів, поляризаційних фільтрів (замість кольорових фільтрів камер попередніх апаратів) й діафрагми, встановлених вздовж осі, що була нахилена на 16° до центральної осі апарата. Телекамера була встановлена під дзеркалом, яке могло переміщуватись за азимутом (горизонтально) і висотою (вертикально). Робота камери повністю залежала від надходження належних команд із Землі. Покадрове охоплення місячної поверхні було отримано після оберту на 360 градусів за азимутом в проміжку від приблизно 90° вище площини, перпендикулярної осі «Z» камери до −60 градусів нижче цієї площини.
Поляризаційні фільтри використовувались для виявлення і вимірювання лінійно поляризованого компонента світла, розсіяного від поверхні Місяця. Оптичні поверхні були найчистішими, порівняно з іншими місіями, через змінену раму дзеркала.
Були використані режими роботи телекамери з передачею 600 і 200 ліній. Більшість інформації було передано в режимі 600 ліній.
У режимі 200 ліній один кадр сканувався кожні 61,8 секунди і дані передавалися неспрямованою антеною. Повна передача зображення відеосигналом в режимі 200 ліній тривала 20 секунд на частоті 1,2 кГц.
Фотографії у режимі 600 ліній передавались спрямованою антеною. Отримані фотографії сканувались раз на 3,6 с. Кожне зображення в режимі 600 ліній вимагало номінально одну секунду для зчитування картинки з відикона, і частоту 220 кГц для передачі цифрового сигналу. Телевізійні зображення були показані на Землі у повільному скануванні на екрані телевізора, який був вкритий фотолюмінофором довгострокової стійкості відповідно до номінальної максимальної частоти кадрів. Один кадр зображення утворювався з кожного отриманого фото в режимі реального часу зі швидкістю, сумісною з отримуваним зображенням. Ці дані були записані на магнітну стрічку відеомагнітофона і на кіноплівку шириною 70 мм.
Робота камери була чудовою з погляду кількості і якості зображень. У проміжках між посадкою, «другою» посадкою, і закінченням першого місячного дня 24 листопада 1967 року, було отримано і надіслано 29 914 зображень.

### Альфа-спектрометр
Аналізатор розсіювання альфа-частинок поверхнею був розроблений для безпосереднього вимірювання кількості основних елементів місячної поверхні. Прилад складався з шести джерел альфа-частинок кюрія-242, що прицільно опромінювали зразок крізь отвір діаметром 10 мм у нижній частині приладу, і двох паралельних, але незалежних детекторних систем заряджених частинок. Одна система мала два датчика виявлення енергетичних спектрів альфа-частинок, розсіяних від місячної поверхні, інша, з чотирма датчиками, виявляла енергетичні спектри протонів внаслідок реакцій (альфа-частинок і протонів) у поверхні матеріалу. Кожен детектор був з'єднаний з аналізатором висоти імпульсу. Пакет електроніки у відсіку, розташованому на космічному апараті, постійно передавав телеметричні сигнали на Землю при виконанні експерименту. У спектрах зразків було виявлено кількісну інформацію про всі основні елементи, крім водню, гелію і літію. Експеримент тривалістю 83 години надав високоякісні дані протягом першого місячного дня. У другій місячний день були накопичені 22 години даних, надходження яких зменшив детектор шуму.
Кюрій був нанесений на плівку і розсіювався золотим напиленням всередині нижньої частини головки датчика. Це призвело до зростання фонового шуму і зниження чутливості приладів до важких елементів.
Один детектор протонів був вимкнений протягом другого дня роботи через наростання шумів. З 11 по 24 листопада 1967 року було отримано 43 години даних. Останні дані були отримані через 4 години після місцевого заходу.
Після виконання «стрибкового» маневру 17 листопада 1967 року, голівка датчика перевернулась «догори ногами». Вимірювання були продовжені для отримання інформації про сонячні протони і космічні промені.
Дані для хімічного аналізу матеріалу поверхні Місяця були отримані протягом перших 30 годин роботи. З цього періоду 27 годин і 44 хвилин даних були без шуму.

### Досягнення
Сервеєр-6 був першим запуском ракети з поверхні Місяця, який контролювали з Лабораторії реактивного руху в Пасадені. Апарат використав двигуни на рідкому паливі, щоб переміститися від свого первісного місця посадки на близько 3 метри.